# Carmen Russo
Carmen Russo (Génova, 3 de octubre de 1959) es una actriz, bailarina, cantante y vedette italiana.

## Carrera profesional
Tras estudiar ballet y participar en concursos de belleza (en los que ganó el título de Miss Liguria en 1974), se fue a Roma para llegar a ser actriz. Gracias a su hermosura y a su cuerpo de pin-up logra protagonizar una serie de películas que consiguen mucho éxito de taquilla en su país.
En los años 80 se convierte en una estrella de la televisión italiana participando en muchas galas y espectáculos como bailarina junto con su futuro marido, el coreógrafo Enzo Paolo Turchi.
En esa época fue conocida no solo en Italia, sino también en España, gracias a sus participaciones en programas de éxito como Vip Noche de Telecinco.
En 2006, entró a concursar en el exitoso programa conducido por Jesús Vázquez, Supervivientes 2006, y resultó ganadora. Ya había participado en la versión italiana del mismo programa en 2003. En junio de ese mismo año, fue portada de la revista Interviú.
En el verano de 2012, tras años de lucha, se queda embarazada por primera vez, gracias a un tratamiento de reproducción asistida llevada a cabo en una clínica de Barcelona. El 14 de febrero de 2013 dio a luz a su primera hija, Maria.
En 2014 participa en la serie española Chiringuito de Pepe, con Santi Millán y Jesús Bonilla en el personaje de Francesca durante 3 episodios.